# Église Saint-Jean-de-la-Porte-Latine de La Louptière-Thénard
L'église Saint-Jean-de-la-Porte-Latine est une église située à La Louptière-Thénard, en France.

## Description
Bâtie sur un plan de croix latine, elle a une abside à cinq pans et est voûtée.
Elle abrite un retable monumental en bois du XVIe siècle et deux retables en pierre du XVIIIe siècle. Ces derniers, qui proviendraient de Burgos[réf. nécessaire], ont été donnés par Marguerite Thénard en 1917. L'église abrite également une statue de saint Remi en bois polychrome datant du XVIe siècle et un lutrin en fer forgé du XVIIIe siècle.

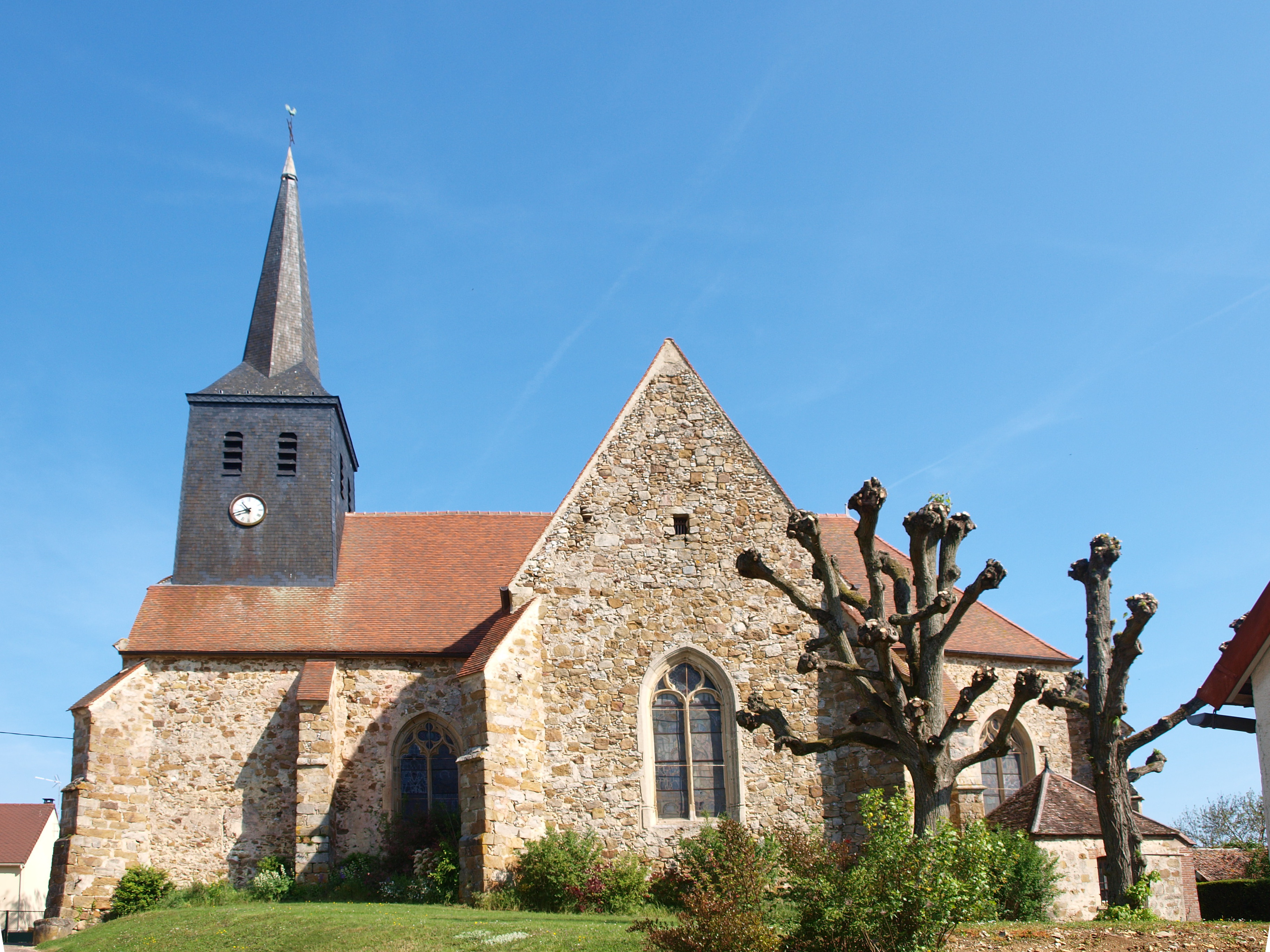
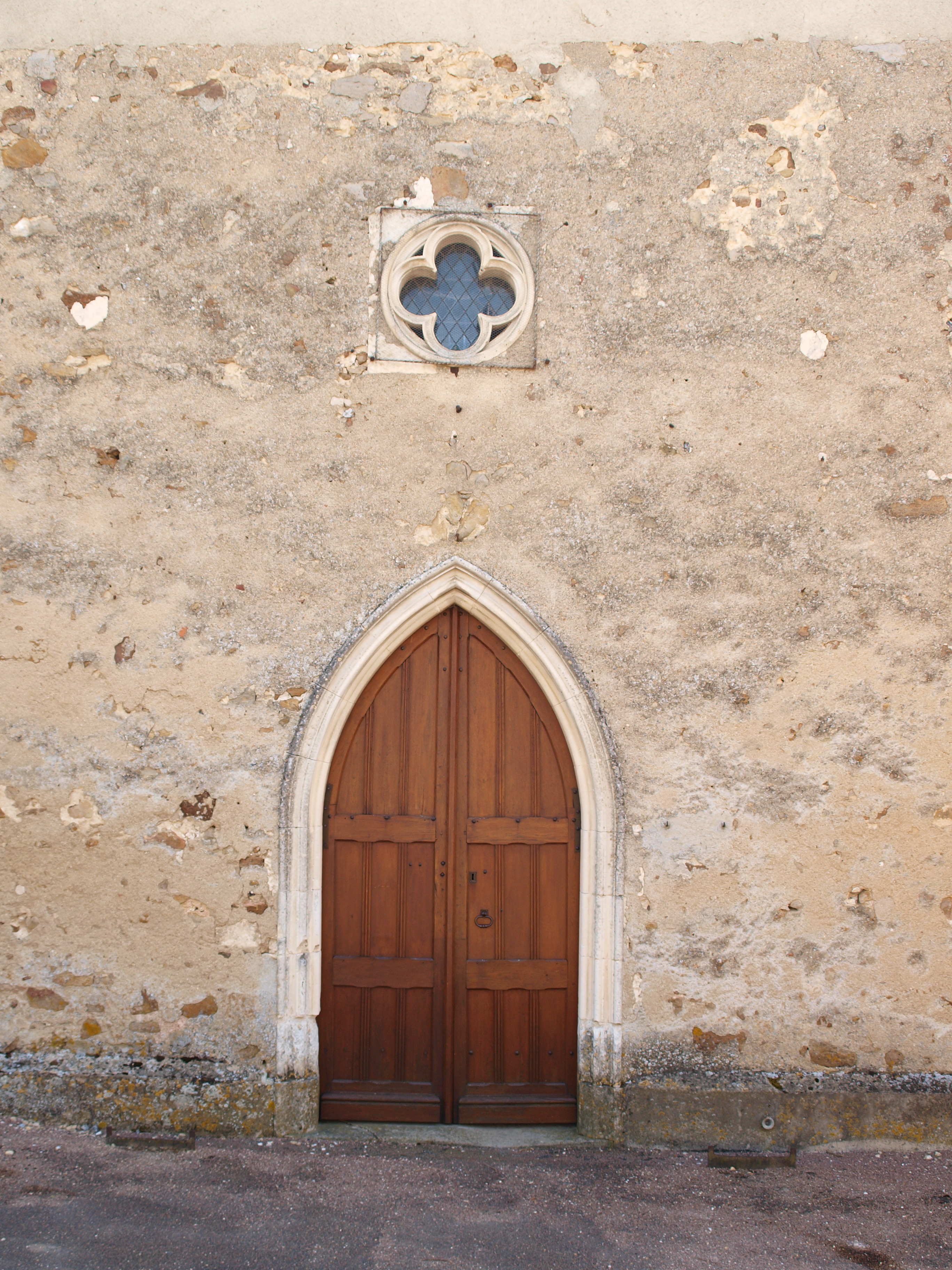

## Localisation
L'église est située sur la commune de La Louptière-Thénard, dans le département français de l'Aube.

## Historique
Cette église date du XVIe siècle, bien qu'elle possède une fenêtre du XIIe siècle qui est bouchée[réf. nécessaire]. Elle a été remaniée au XIXe siècle. La Louptière-Thénard, qui était en 1490 une paroisse, devint succursale de Traînel en 1636. 
L'édifice est inscrit au titre des monuments historiques en 1948.